# یونیورسال استودیوز ژاپن
یونیورسال استودیوز ژاپن (انگلیسی: Universal Studios Japan) شرکت سرگرمی ژاپنی است، که در سال ۲۰۰۱ تأسیس شد.